# ナクサの日

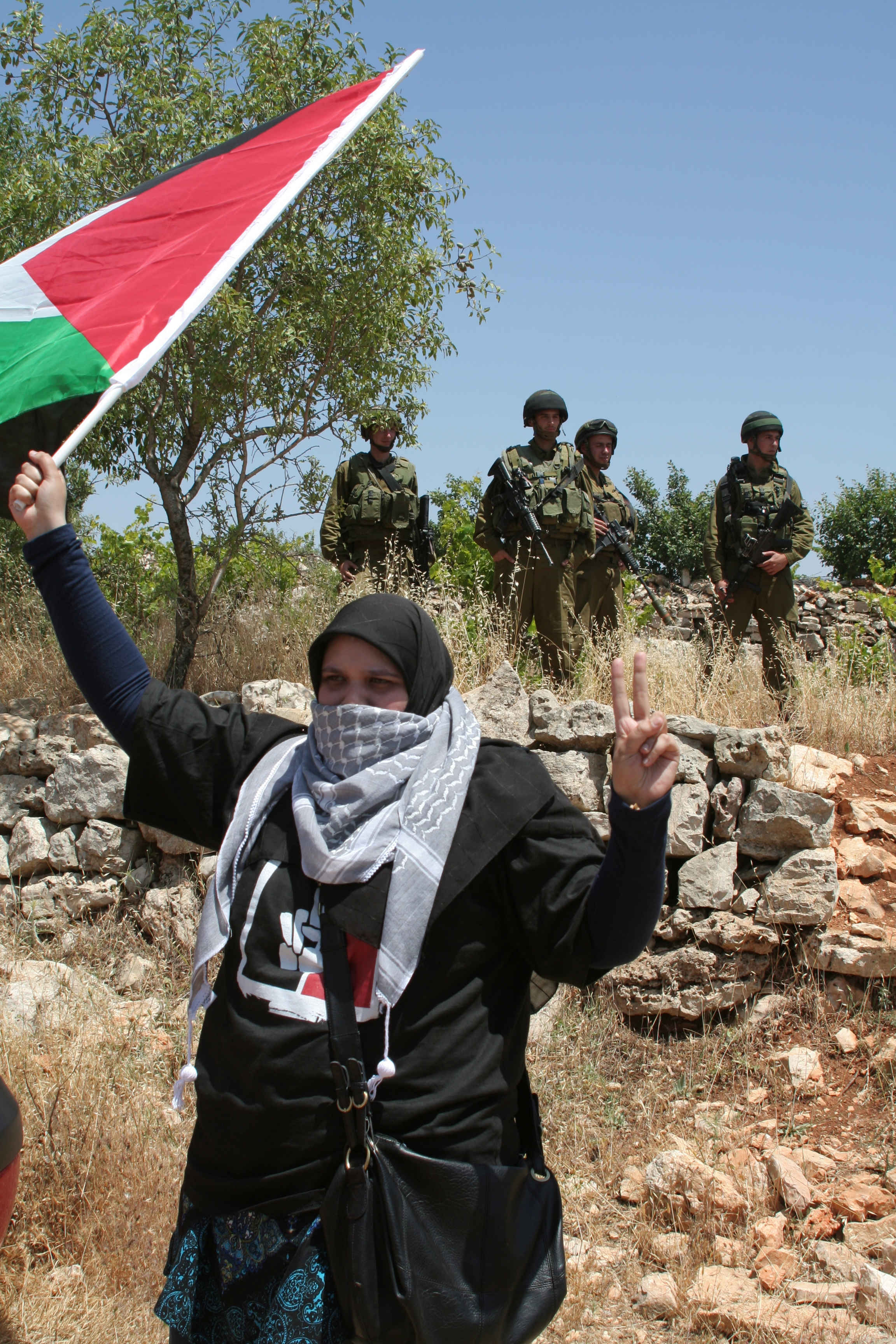
ヨルダン川西岸地区のベイト・オンマルでナクサの日の抗議行動をする抵抗者。

ナクサの日（ナクサのひ、アラビア語: يوم النكسة、Yawm an-Naksa,  挫折、敗北または後退の日の意、英語: Naksa Day、ナクサ・デー）は、1967年6月5日に勃発した第三次中東戦争において、イスラエルが勝利したことに伴いパレスチナ人の強制移動を毎年記念する日である。この戦争の結果イスラエルは、パレスチナ人が居住する、ヨルダンに併合されていたヨルダン川西岸地区およびエジプトに支配されていたガザ地区を占領しており、そのことを思い起こし、占領に抵抗する日とされている。
1948年の第一次中東戦争中およびその前後に発生した最初の強制移動はナクバとして知られ、毎年5月15日のナクバの日として記念されている。